# 劇団6番シード
劇団6番シード(げきだんろくばんしーど)は主に東京を中心に活動する日本の小劇団。久間勝彦を代表として1992年に旗揚げ。
現在は、脚本・演出の松本陽一が代表を務め、年間3本から5本のペースで上演している。30代の看板役者を集めた「オイルサーティーズ」、シニアの「45歳からのアクターズスタジオ」、劇団メンバーが中心となって立ち上げた企画ユニットを運営する。

## 俳優
- 松本陽一 - 主宰。脚本・演出を手掛ける。
- 宇田川美樹 - 看板俳優。演劇ユニット「UDA☆MAP」の主宰も務める。
- 椎名亜音 - ナレーションやイベントMCなども行う。
- 樋口靖洋 - 映画やアーティストMVにも出演。
- 藤堂瞬 - ダブルアップエンタテインメントにも在籍。
- オオダイラ隆生[1] - フリーとして都内の小劇場を中心に活動している
- 高宗歩未 [2]- 子役として活動を始め、声優やタレントとして活動中

### 過去に在籍した俳優
- 栗生みな（2013年 - 2016年）
- 土屋兼久[3]（2002年 - 2021年）
- 小沢和之

## 主な上演作品（松本陽一作品）
- 2001年 - 「ホテルニューパンプシャー206」
- 2002年 - 「ミキシング・レディオ」「コンクリートダイブ」
- 2003年 - 「ペーパーカンパニー ゴーストカンパニー」「ホテルニューパンプシャー206」「テンリロ☆インディアン」
- 2004年 - 「ギブミー・テンエン〜昭和29年のクリスマス」「TRUSH!」
- 2005年 - 「最後の1フィート〜一遍の映画を巡る3つの物語」
- 2006年 - 「Call me Call you」「ホテルニューパンプシャー206」「D･ミリガンの客」
- 2007年 - 「0:44の終電車」「ミキシング・レディオ L⇔R」
- 2008年 - 「泥棒温泉」「最後の1フィート〜一遍の映画を巡る3つの物語〜」「ジェントルマンズキッチン」「VOICE ACTOR」「賊」
- 2009年 - 「テンリロ☆インディアン」「ショートストーリーズ」「twelve〜天国の待合室〜」
- 2010年 - 「ドライビングエンゼルフィッシュ」「ペーパーカンパニーゴーストカンパニー」
- 2011年 - 「関ヶ原でダンス」「ショートストーリーズ」[「バスケットボールダイアリーズ」「BLOG〜すっかりお馴染みの非日常〜」「Rｅ:」「ホームセンターズピリオド」「オレンジ新撰組」「天気と戦う女」]「ザ・ボイスアクター〜アニメーション&オンライン〜」
- 2012年 - 「ホテルニューパンプシャー206」「ふたりカオス」「ギブミーテンエン〜昭和29年のクリスマス〜」「天国の待合室」「ボイルド・シュリンプ&クラブ」「傭兵ども!砂漠を走れ!」
- 2013年 - 「Call me Call you」(結成20周年記念公演第一弾)「Dear Friends」(結成20周年記念公演第二弾)
- 2014年 - 「Dear Friends」（大阪公演）「オレンジ新撰組リターンズ」「メイツ!」
- 2015年 -  「ザ・ボイスアクター」「ふたりカオス」
- 2016年 - 「メイツ！[4]」「Life is Numbers[5]」「テンリロ☆インディアン[6]」
- 2017年 - 「人生の大事な部分はガムテで止まっている」「D・ミリガンの客[7]」「ごめんなさいが言えない人々[8]」
- 2018年 - 「TRUSH![9]」「傭兵ども！砂漠を走れ！」「劇作家と小説家とシナリオライター[10]」
- 2019年 - 「未来切符[11]」「なまくら刀と瓦版屋の娘[12]」
- 2020年 - 「ミキシングレディオ2020[13]」「ザ・ボイスアクター2020～アニメーション&オンライン～[14]」
- 2021年 - 「ボイルド・シュリンプ＆クラブ[15]」

## 外部上演での松本陽一作品
- 2007年 - 「取調室ABC〜犬と秘密基地と向日葵の話〜」「独房のルージュ」
- 2008年 - 「Re:」「雑煮の味、おせちの味」「自分を見つめて」「TRUSH!2008」
- 2009年 - 「蒼いランドセル」「BLOG〜すっかりお馴染みの非日常〜」
- 2010年 - 「ストロベリーセブン！」
- 2011年 - 「独房のルージュ」「取調室ABC～犬と秘密基地と向日葵の話～」「ジェントルマンズキッチン」
- 2012年 - 「雑煮の味、おせちの味」
- 2013年 - 「鶯Cafeへようこそ」「幽霊アプリ」「Re:」「アリゾナ☆侍☆ガールズ[16]」
- 2014年 - 「ごめんなさいが言えない人々」「セブンフレンズ・セブンミニッツ[17]」
- 2015年 - 「ミキシング・レディオ[18]」
- 2018年 - 「ゼロヨンヨンの終電車2018[19]」「最果ての星〜アリスインデッドリースクール外伝〜[20]」

## 映画
- ディープロジック（2019年、監督：山岸謙太郎）[21]
  - Dプロジェクト
    - トウドウ編・ツチヤ警部編（2016年8月）
    - UDA編・ヒグチ君編（2017年2月）
    - オザワ総理編（2017年8月）
    - クリュウ編・シーナ編（2018年3月）

## 外部における協力作品
- 2008年 - 映画「夜明けの記憶」(大橋祥正監督作品)
- 2009年 - 映画「パニック4ROOMS」(脚本 ノゾエ征爾、田辺茂範、松本陽一、ブルースカイ)